# Lepistemon parviflorus
Lepistemon parviflorus är en vindeväxtart som beskrevs av Robert Pilger. 
Lepistemon parviflorus ingår i släktet Lepistemon och familjen vindeväxter. Inga underarter finns listade i Catalogue of Life.